# Mammamia!
Mammamia! è una serie televisiva italiana andata in onda tra il 2003 e il 2004, scritta e diretta da Maurizio Nichetti e Nello Correale.
La serie si snoda in trenta episodi di otto minuti ciascuno, e senza dialoghi. La protagonista è Angela Finocchiaro, che interpreta la parte di una madre alle prese con i problemi di vita quotidiana dei propri figli di 4, 7 e 13 anni.